# 162173 Рюгу

162173 Рюгу

(162173) Рюгу — типовий навколоземний астероїд з групи Аполлона. Належить до темного спектрального типу C і має витягнуту орбіту, через що в процесі свого руху навколо Сонця перетинає не тільки орбіту Землі, але й Марса.

## Відкриття і дослідження
Астероїд був відкритий 10 травня 1999 року в рамках проєкту LINEAR в обсерваторії Сокорро (США) і отримав тимчасове позначення 1999 JU3. У жовтні 2015 року астероїд отримав офіційну назву — Рюгу (яп. リュウグウ, Ryūgū-jō).
Назву взято з японської казки про рибалку Урасіма Таро, який відвідав чарівний підводний замок-палац Рюґу-дзьо — резиденцію володаря морської стихії дракона Рюдзіна. Звідти рибалка привіз додому таємничу паперову коробочку, подаровану йому дочкою морського правителя. При виборі назви для астероїда визнали, що сюжет казки перегукується з завданням зонда «Хаябуса-2» з доставки з астероїда на Землю зразка ґрунту, склад якого невідомий.
Астероїд Рюгу був обраний як ціль для відвідування японською міжпланетною станцією «Хаябуса-2» з метою посадки і взяття зразків ґрунту. Діаметр астероїда оцінюється в 0,92 км, що майже вдвічі більше, ніж в астероїда 25143 Ітокава, який у 2005 році був відвіданий попередником даної місії, зондом «Хаябуса».
Запуск міжпланетної станції «Хаябуса-2» відбувся 3 грудня 2014 року з космодрому Танеґасіма.
21 вересня 2018 року з міжпланетної станції «Хаябуса-2», на спусковому апараті «МІНЕРВА-2» було здійснено м'яку посадку на поверхню астероїда двох модулів «Rover-1A» і «Rover-1B».
На початку квітня 2023 року японські вчені змогли розрахувати наслідки космічної катастрофи, при якій астероїд Рюгу врізався б в Землю. Прогнозування результату такого зіткнення стало можливим завдяки аналізу зразків, які доставив космічний апарат «Хаябуса-2» Агентства аерокосмічних досліджень Японії (JAXA). Професор Департаменту наук про Сонячну систему Агентства аерокосмічних досліджень Японії (JAXA) Сатоші Танака представив результати розрахунків на 8-й Конференції з планетарної оборони, яка відбулася у Відні, та підкреслив важливість проведення подібних оцінок для планетарної оборони навіть для тих астероїдів, які наразі не становлять загрози зіткнення, наприклад, саме таким є астероїд Рюгу. Згідно з розрахунками, якби астероїд Рюгу прямував до Землі й без втручання ударних апаратів увійшов в атмосферу планети під кутом 45° і на швидкості близько 17 км/с, уламки астероїда розпалися б на висоті від 40 до 35 км над поверхнею планети. Це призвело б до «повітряного вибуху», подібного до того, що спостерігався над Росією в лютому 2013 року, коли Челябінський метеорит вибухнув на висоті близько 30—25 км над Землею. Зазначається, що якщо Рюгу розпадеться на частини в атмосфері над Землею, доволі складно буде передбачити розмір уламків, які впадуть на землю, адже достатньої інформації про міцність астероїда у науковців ще немає.
19 січня 2024 року в науковому виданні Science Advances було опубліковано результати дослідження астероїдного ґрунту з астероїда Рюгу, який вдалося зібрати японській міжпланетній станції «Хаябуса-2». Зразки ґрунту стали надзвичайно важливими для вивчення Всесвіту, зокрема Сонячної системи. Щобільше, вони допомогли вченим встановити, що зерна життя прибули на нашу планету саме з космосу.

## Характеристики

### Орбіта
Астероїд Рюгу обертається навколо Сонця на орбіті, яка варіюється між 0,96 і 1,41 астрономічної одиниці (AU). Орбіта цього астероїда має період 16 місяців (474 дні), а його напіввелика вісь складає 1,19 AU. Орбіта Рюгу має ексцентриситет 0,19, що означає, що вона є дещо витягнутою, а також нахилена на 6° відносно площини орбіти Землі.
Мінімальна відстань, на якій орбіта Рюгу перетинається з орбітою Землі, становить 95,443.442 км, або приблизно 0,000638 а.о.. Це означає, що відстань до Рюгу під час цього перетину становить близько 0,23 відстані до Місяця.

### Фізичні характеристики

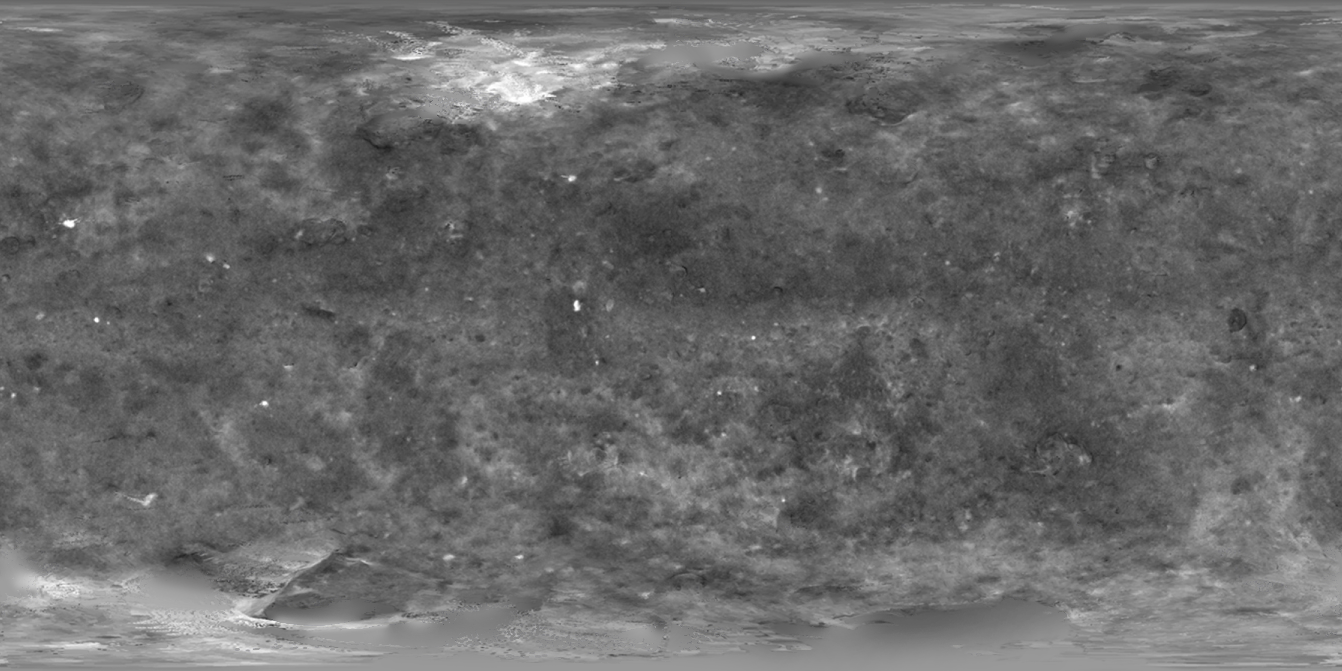
Карта альбедо Рюгу

Ранні дослідження 2012 року, проведені Томасом Мюллером та його колегами за допомогою даних з кількох обсерваторій, показали, що астероїд має майже сферичну форму, що ускладнює точні висновки щодо його геометрії. Астероїд обертається ретроградно, що означає, що його обертання відбувається у напрямку, протилежному до руху орбіти. Його ефективний діаметр складає від 0,85 до 0,88 км (0,528 милі), а геометричне альбедо (відбивна здатність поверхні) варіюється від 0,044 до 0,050, що вказує на досить низьку відбивну здатність.
Також було оцінено, що розміри часток матеріалів на поверхні астероїда варіюються від 1 до 10 мм. Це дає змогу припустити, що поверхня астероїда складається з дрібних зерен, що не дозволяє отримати чіткі дані про його склад та структуру.
Початкові зображення, отримані космічним апаратом Хаябуса-2 під час наближення до астероїда Рюгу на відстань 700 км (430 миль), були оприлюднені 14 червня 2018 року. Ці зображення показали, що Рюгу має діамантоподібну форму з діаметром близько 1 км і підтвердили його ретроградне обертання. Між 17 і 18 червня 2018 року Хаябуса-2 наблизився до астероїда на відстань від 330 до 240 км (210 до 150 миль) і зробив додаткові знімки під час більш близького підходу.
Астроном Браян Мей створив стереоскопічні зображення, використовуючи дані, зібрані космічним апаратом кілька днів по тому. Після кількох місяців досліджень вчені з JAXA (Японське агентство аерокосмічних досліджень) зробили висновок, що Рюгу є, по суті, «купою каміння», де близько 50% його об'єму складається з порожнього простору. Цей факт вказує на те, що астероїд має пористу структуру, що може бути результатом зіткнень з іншими об'єктами або його походження з менш щільного матеріалу.
Прискорення внаслідок тяжіння на екваторі астероїда Рюгу оцінюється приблизно в 0.11 мм/с², а на полюсах це значення підвищується до 0.15 мм/с². Це свідчить про те, що тяжіння на Рюгу є дуже слабким, що характерно для малих об'єктів, таких як астероїди. Масу Рюгу оцінюють в 450 мільйонів тонн.
Об'єм астероїда складає 0.377 ± 0.005 км³, а його середню густину — 1.19 ± 0.03 г/см³, що було визначено за допомогою моделі його форми. Це означає, що Рюгу є пористим об'єктом, з низькою густиною, ймовірно, через наявність порожнин у його структурі, що було підтверджено після досліджень його поверхні та внутрішньої будови.

### Форма

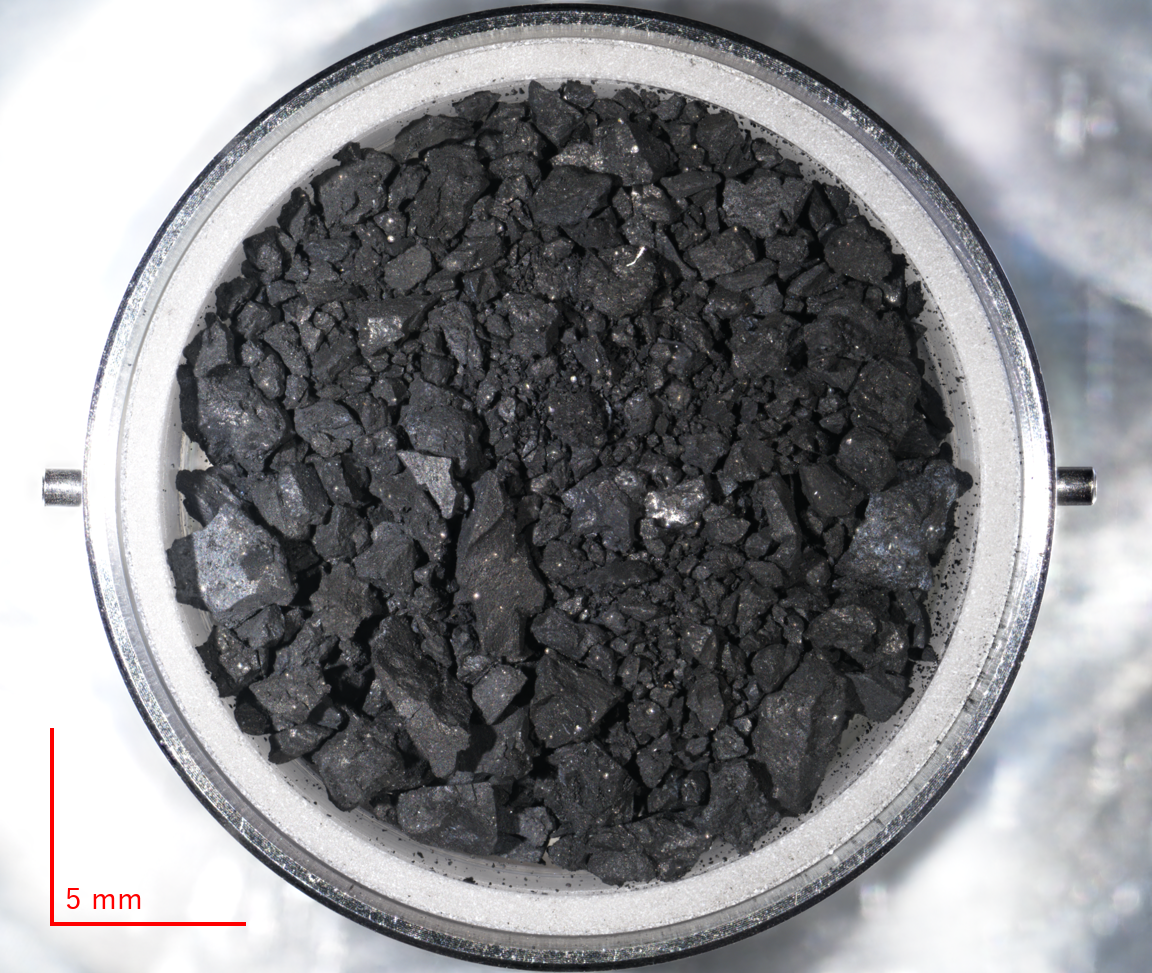
Зразок астероїда Рюгу, отриманий місією Хаябуса-2

Астероїд Рюгу має округлу форму з характерним екваторіальним кряжем, який отримав назву Рюдзін Дорсум. Така форма нагадує дзиґу, схожу на астероїд Бенну. Кряжа утворилася через відцентрові сили, що виникли під час високошвидкісного обертання Рюгу. Ці сили могли призвести до зсувів поверхневих матеріалів або внутрішніх руйнувань астероїда.

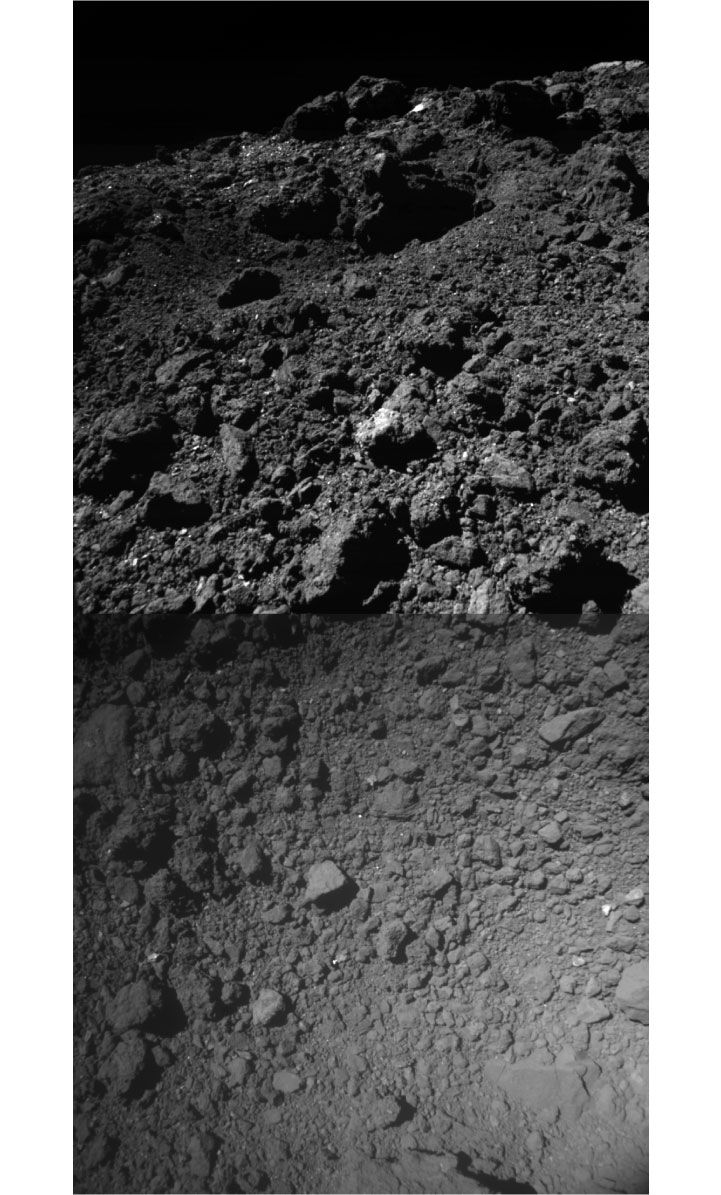
Знімки поверхні астероїда, зроблені за допомогою Хаябуса-2

### Поверхня
Спостереження, проведені космічним апаратом Хаябуса-2, дозволили визначити, що поверхня астероїда Рюгу дуже молода, її вік становить 8,9 ± 2,5 мільйона років. Це було встановлено за допомогою даних, зібраних після створення штучного кратера на поверхні астероїда. Кратер був утворений шляхом вибуху, проведеного апаратом Хаябуса-2, що дозволило вченим оцінити вік порід, розташованих на поверхні астероїда.
Поверхня астероїда Рюгу має пористу структуру і майже не містить пилу. Вимірювання теплопровідності валунів, проведені за допомогою радіометра на борту MASCOT (прилад MARA), показали, що валуни мають низьку теплопровідність, що є підтвердженням їх високої пористості. Це відкриття вказує на те, що більшість метеоритів, що походять від астероїдів типу C, надто крихкі, щоб пережити вхід в атмосферу Землі. Зображення, отримані камерою MASCOT (прилад MASCam), продемонстрували, що поверхня Рюгу складається з двох типів майже чорних порід. Один тип — яскравіший, з гладкою поверхнею і різкими краями, а інший — темний, з поверхнею, схожою на цвітну капусту, розсипчастий. Цікаво, що внаслідок роботи двигунів Хаябуса-2 було виявлено темне, дрібнозернисте червоне покриття на поверхні астероїда.

#### Кратери
Астероїд Рюгу має 77 кратерів на своїй поверхні, але їх розподіл не є рівномірним. Зокрема, більша частина кратерів знаходиться в нижчих широтах, а вищі широти мають значно менше кратерів. Крім того, західний виступ (діапазон 160°E – 290°E) має менше кратерів, ніж регіон навколо меридіану (300°E – 30°E). Це свідчить про те, що Рюгу має складну геологічну історію, в якій різні фактори впливали на утворення кратерів.
Крім природних кратерів, на поверхні Рюгу є один штучний кратер, який був створений за допомогою приладу Small Carry-on Impactor (SCI), встановленого на борту космічного апарата Хаябуса2. 5 квітня 2019 року SCI випустив 2-кілограмовий мідний снаряд, який вдарив по поверхні астероїда, створивши кратер і викопавши матеріал з глибини до 1 метра. Це призвело до появи темнішої матерії під поверхнею та утворення викидів завтовшки 1 см, що допомогло вченим вивчити склад матеріалу Рюгу.

#### Валуни
Астероїд Рюгу має близько 4400 валунів розміром більше 5 метрів. Це свідчить про те, що він містить більше великих валунів на одиницю площі поверхні порівняно з іншими астероїдами, такими як Ітокава чи Бенну. На кожні 50 км² поверхні Рюгу припадає один валун розміром понад 20 метрів. Ці валуни виглядають, як лабораторні фрагменти, що утворились через удари, і їх велика кількість вказує на катастрофічне руйнування більшого початкового об'єкта, від якого відокремився сам астероїд Рюгу.
Один із найбільших валунів, який отримав назву Отохіма, має розміри 160 × 120 × 70 метрів. Цей валун настільки великий, що його важко пояснити як викинутий валун із кратера. Це підкріплює гіпотезу про катастрофічне руйнування батьківського тіла астероїда, яке могло призвести до утворення таких великих уламків.

## Місія Хаябуса-2

Анімація орбіти місії «Хаябуса-2» з 3 грудня 2014
Хаябуса-2
162173 Рюгу
Земля
Сонце

Космічний апарат Хаябуса-2 японського агентства аерокосмічних досліджень (JAXA) був запущений у грудні 2014 року з метою дослідження астероїда Рюгу. Він успішно досяг цього астероїда 27 червня 2018 року. Після кількох років збору зразків матеріалу з поверхні Рюгу, апарат повернув ці зразки на Землю в грудні 2020 року. Ця місія стала важливим досягненням у вивченні астероїдів, оскільки зібрані зразки дозволяють вченим досліджувати склад астероїда та отримати нові дані про ранні етапи формування Сонячної системи.
Місія Хаябуса-2 включала запуск чотирьох ровелерів, кожен з яких був оснащений різними науковими приладами для вивчення астероїда Рюгу. 21 вересня 2018 року два з цих ровелерів — Rover-1A та Rover-1B були випущені з космічного апарата Хаябуса-2. Вони почали досліджувати поверхню астероїда, ставши першими апаратами, які успішно приземлилися на швидко рухомому астероїді.
3 жовтня 2018 року на поверхню Рюгу також успішно приземлилася немецько-французька посадкова платформа MASCOT. Це сталося через десять днів після того, як ровери місії Хаябуса-2 приземлилися на астероїд. Ці важливі етапи місії дозволили вченим зібрати цінні дані про поверхню астероїда та його фізичні характеристики.

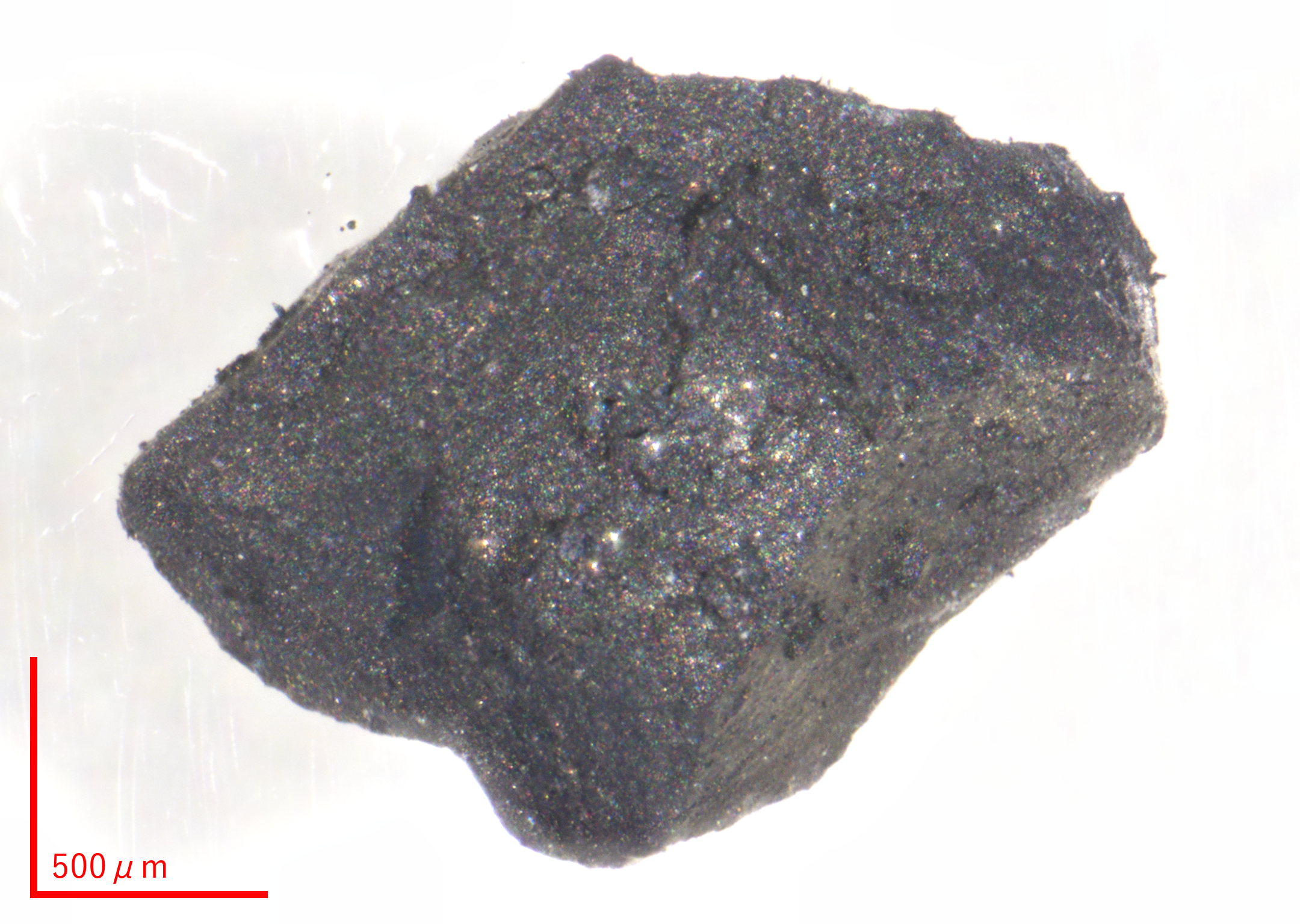
Зразок астероїда Рюгу, отриманий місією Хаябуса-2. Ця частинка A0116 була розподілена для публічних заходів і розташована в музеї Сагаміхара в грудні 2021 року.

Після того, як капсула з зразками астероїда Рюгу повернулася на Землю, кількість зібраних зразків виявилася значно більшою за очікувану — близько 5,4 г, що в 50 разів більше за плановану кількість. Тому був переглянутий початковий план розподілу зразків. Ось як було вирішено розподілити зібрані матеріали:
- 2% — для детального аналізу в Японському агентстві аерокосмічних досліджень (JAXA);
- 6% — для початкового аналізу;
- 4% — для аналізу в рамках "фази-2" японськими дослідницькими групами;
- 10% — для аналізу в NASA;
- 2% — для міжнародних дослідницьких груп "фази-2";
- 1% — для публічних заходів;
- 15% — для міжнародної програми Announcement of Opportunity;
- 60% — буде збережено для майбутніх аналізів.

Цей розподіл забезпечує максимальне використання зразків для наукових досліджень, при цьому зберігається значний обсяг для подальших досліджень в майбутньому.